# Spencer Butterfield
Spencer Darren Butterfield (Provo, 11 de outubro de 1992) é um basquetebolista profissional estunidense que atualmente joga pelo Nanterre 92. O atleta tem 1,91m de altura, pesa 93 kg e atua na posição Ala-armador.